# Trentepohlia pumila
Trentepohlia pumila är en tvåvingeart som beskrevs av Alexander 1973. Trentepohlia pumila ingår i släktet Trentepohlia och familjen småharkrankar. Inga underarter finns listade i Catalogue of Life.